# Peter Halley

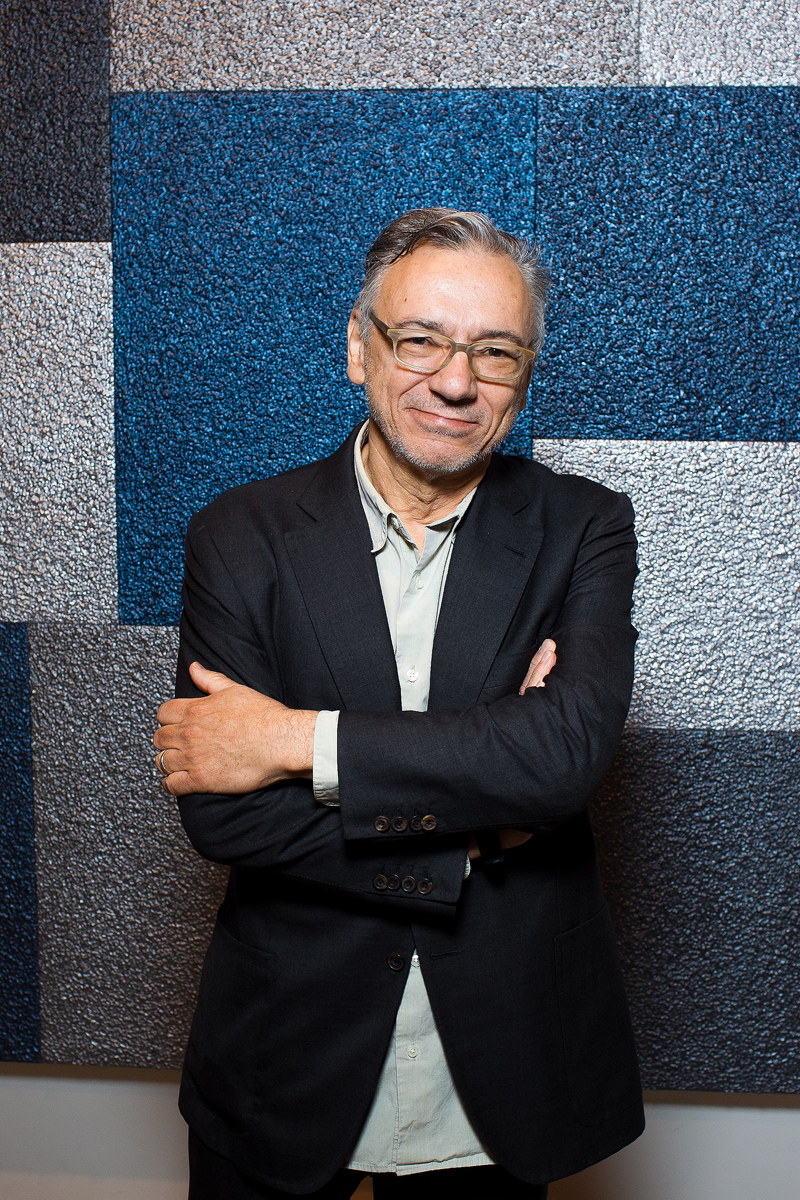
Peter Halley

Peter Halley (Nueva York, 24 de septiembre de 1953) es un pintor abstracto estadounidense.

## Biografía
Empezó a ser conocido por su pintura geométrica, efectuada en colores intensos de tipo day-glo, a comienzos de los 1980. Su actividad pictórica se suele relacionar con el minimalismo, el neo-geo y el neoconceptualismo. Halley también es conocido como escritor, editor y profesor. 
Obtuvo su BA en la Universidad de Yale y su máster en Bellas Artes por la Universidad de Nueva Orleans en 1978. Halley expuso por primera vez en 1985, en International with Monument, galería de East Village, Nueva York, que fundó en 1984 junto con Jeff Koons, Ashley Bickerton y Meyer Vaisman. Desde entonces ha realizado exposiciones en la galería Mary Boone, en la Sonnabend, en la Galerie Bruno Bischofberger, en Jablonka Galerie, Galerie Thaddeus Ropac y en las galerías Waddington. Su primera exposición mayor de su obra tuvo lugar en el museo CAPC de Burdeos, en 1992, muestra que también llegó al Museo de Arte Reina Sofía.
Halley también destaca como conferenciante, habiendo impartido ponencias en el Instituto de Arte de Chicago y en la Academia Americana de Roma. Es, asimismo, cofundador y editor de Index Magazine. Sus tratados sobre el arte, influidos por el posestructuralismo francés, han sido publicados en dos volúmenes. Desde 2001 es el director de los estudios de pintura y de impresión de la Escuela de Arte de Yale. Sus obras se hallan, entre otros, en el MoMA, en el Guggenheim de Nueva York, en el Museo de San Francisco de Arte Moderno y en la Tate Gallery. Ideológicamente, Halley es marxista.

## Carrera Artística
Desde principios de los años 80, Peter Halley se ha destacado por su enfoque único en la pintura abstracta, utilizando formas geométricas y colores vibrantes para explorar las complejidades de la sociedad moderna y la comunicación. Sus obras son reconocidas por el uso audaz de colores day-glo y por su capacidad para fusionar la teoría crítica con la expresión visual, creando un diálogo entre la construcción social del espacio y las narrativas visuales contemporáneas.

## Influencias y Temáticas
Halley ha citado como influencias principales al minimalismo y al movimiento neo-geo, así como al neoconceptualismo, buscando siempre trascender los límites tradicionales del arte abstracto. Sus trabajos a menudo reflejan una crítica a la estructura social y a las redes de comunicación, utilizando metáforas visuales para comentar sobre el aislamiento y la conectividad en el mundo moderno.

## Publicaciones y Teoría del Arte
Además de su práctica artística, Halley ha contribuido significativamente al discurso teórico del arte contemporáneo. Sus ensayos y tratados, influenciados por el posestructuralismo francés, examinan la relación entre el espacio social y el arte visual, ofreciendo perspectivas críticas sobre la cultura y la sociedad. Sus textos han sido publicados en diversos volúmenes y revistas especializadas, enriqueciendo el debate académico y cultural.

## Reconocimientos y Colecciones
A lo largo de su carrera, Halley ha sido objeto de numerosas exposiciones individuales y colectivas a nivel internacional, consolidando su posición como uno de los pintores abstractos más influyentes de su generación. Su obra es parte de colecciones prestigiosas en museos de renombre mundial, como el MoMA y el Guggenheim de Nueva York, demostrando la relevancia y el impacto de su enfoque artístico.
Como escritor ha publicado varios ensayos sobre arte. En 2001 recibió por el College Art Association la distinción Frank Jewett Mather de la College Art Association.

## Contribuciones Académicas y Pedagógicas
Como educador, Halley ha tenido un papel destacado en la formación de nuevas generaciones de artistas, impartiendo clases y conferencias en instituciones de prestigio. Su compromiso con la educación artística se refleja en su rol en la Escuela de Arte de Yale, donde ha influido en el desarrollo de programas innovadores que fomentan el pensamiento crítico y la experimentación creativa.

## Activismo y Perspectiva Ideológica
Comprometido con sus convicciones marxistas, Halley utiliza su arte y su teoría como medios para cuestionar las dinámicas de poder y la organización social. A través de su obra y su discurso público, busca inspirar un cambio social y promover una reflexión crítica sobre los sistemas económicos y culturales dominantes.